# Matija Doljak
Matija Doljak, slovenski politik, * 6. februar 1822, Grgar, † 5. januar 1875, Solkan.

## Življenje in delo
Matija Doljak, brat politika J. Doljaka, je bil dolgoletni župan v Solkanu, kjer je ustanovil čitalnico in bil njen dosmrtni predsednik. Leta 1870 je bil izvoljen v goriški deželni zbor kot zastopnik slovenskih veleposestnikov. Bil je še član finančnega odseka (od 1870), zdravstvenega (od 1873), cenilne komisije, šolskega sveta in cestnega odbora, predsednik političnega društva Soče in dopisnik glasila Soča.
V politično življenje je vstopil leta 1868 kot član pripravljalnega odbora za šempaski tabor. Z govori je nastopil na taboru pri Šempasu in v Brdih (1869), kjer je razlagal korist in potrebo železnice s Koroške črez Predel v Gorico. 
Njegova pravnukinja je Metka Franko, priznana slovenska igralka. 